# グレイテスト・ビデオ・ヒッツ2
『グレイテスト・ビデオ・ヒッツ2』は、イギリスのロックバンド、クイーンの2作目となるDVDとしてのビデオコレクション。2003年11月にリリース。1982年から1989年までのヒット曲を収録。

## 収録曲

### Disc 1
1. カインド・オブ・マジック - A Kind Of Magic
2. アイ・ウォント・イット・オール - I Want It All
3. RADIO GA GA - Radio Ga Ga
4. ブレイク・フリー (自由への旅立ち) - I Want To Break Free
5. ブレイクスルー - Breakthru
6. アンダー・プレッシャー - Under Pressure
7. スキャンダル - Scandal
8. リヴ・フォーエヴァー - Who Wants To Live Forever
9. ザ・ミラクル - The Miracle
10. 永遠の誓い - It's A Hard Life
11. インビジブル・マン -The Invisible Man
12. ラス・パラブラス・デ・アモール (愛の言葉) - Las Palabras De Amor
13. 心の絆 - Friends Will Be Friends
14. ボディ・ランゲージ - Body Language
15. ハマー・トゥ・フォール - Hammer To Fall
16. プリンシス・オブ・ザ・ユニヴァース - Princes Of The Universe
17. ONE VISION -ひとつだけの世界- - One Vision

### Disc 2
1. バック・チャット - Back Chat
  - プロモーションビデオ
2. コーリング・オール・ガールズ - Calling All Girls
  - プロモーションビデオ
3. ステイング・パワー - Staying Power
  - 1982年 ミルトン・キーンズでのライブ
4. ザ・ゴールデン・ローズ・ポップ・フェスティバル
  - 1984年 モントルー
5. ザ・ワークス インタビュー
  - 1984年
6. フレディ・マーキュリー インタビュー
  - 1984年 ミュンヘン
7. ザ・ゴールデン・ローズ・ポップ・フェスティバル
  - 1986年 モントルー
8. カインド・オブ・マジック インタビュー
  - 1986年
9. ONE VISION -ひとつだけの世界- - One Vision ドキュメンタリー
  - 1985年
10. ONE VISION -ひとつだけの世界- - One Vision
  - エクステンディッド・バージョン

## チャートと認定
| チャート（2003年）            | 最高位 |
| ----------------------------- | ------ |
| ドイツ (Media Control Charts) | 69     |

| チャート（2005年）             | 最高位 |
| ------------------------------ | ------ |
| Hungarian Top 20 DVDs (MAHASZ) | 16     |

| 国/地域                                             | 認定        | 認定/売上数 |
| --------------------------------------------------- | ----------- | ----------- |
| アルゼンチン (CAPIF)                                | Platinum    | 8,000^      |
| オーストラリア (ARIA)                               | Platinum    | 15,000^     |
| フランス (SNEP)                                     | Platinum    | 20,000*     |
| ドイツ (BVMI)                                       | Platinum    | 50,000^     |
| メキシコ (AMPROFON)                                 | Gold        | 10,000^     |
| ポーランド (ZPAV)                                   | Gold        | 5,000*      |
| イギリス (BPI)                                      | 2× Platinum | 100,000^    |
| * 認定のみに基づく売上数 ^ 認定のみに基づく出荷枚数 |             |             |